# Трисвинецнатрий
Трисвинецнатрий — бинарное неорганическое соединение
свинца и натрия
с формулой NaPb3,
кристаллы.

## Получение
- Сплавление стехиометрических количеств чистых веществ:

{\displaystyle {\mathsf {3Pb+Na\ {\xrightarrow {320^{o}C}}\ NaPb_{3}}}}

## Физические свойства
Трисвинецнатрий образует кристаллы
кубической сингонии, пространственная группа P m3m, параметры ячейки a = 0,4888 нм, Z = 1,
структура типа тримедьзолота AuCu3
.
Соединение конгруэнтно плавится при температуре 320°C .
При температуре 5,62 К соединение переходит в сверхпроводящее состояние .
Соединение обогащено натрием и имеет область гомогенности 27÷32,5 ат.% натрия.